# In Utero
In Utero é o terceiro e último álbum de estúdio da banda grunge americana Nirvana, lançado em 13 de setembro de 1993 pela DGC Records. O grupo pretendia que essa gravação se afastasse significativamente da produção polida do seu álbum anterior, Nevermind (1991). Para capturar um som mais abrasivo e natural, o grupo contratou o produtor Steve Albini para gravar In Utero durante um período de duas semanas, em fevereiro de 1993, no Pachyderm Studio, em Cannon Falls, Minnesota. A música do álbum foi gravada rapidamente com poucos efeitos de estúdio, e as letras das canções e a embalagem do álbum incorporavam imagens médicas que transmitiam as perspectivas do vocalista Kurt Cobain sobre sua vida pessoal e a fama recente de sua banda.
Após o término da gravação, circularam rumores na imprensa de que a DGC não poderia lançar o álbum em seu estado original, já que a gravadora achava que o resultado não era comercialmente viável. Embora o Nirvana negasse publicamente as declarações, o grupo não estava totalmente satisfeito com o som que Albini tinha capturado. Albini se recusou a alterar o álbum novamente e então, a banda contratou Scott Litt para fazer pequenas alterações para o som do álbum e o remix dos singles "Heart-Shaped Box" e "All Apologies".
Após o lançamento, o álbum entrou no 1º lugar da parada Billboard 200 e recebeu aclamação crítica como uma drástica mudança de Nevermind. O álbum foi certificado cinco vezes platina pela Recording Industry Association of America, vendendo mais de 15 milhões de cópias pelo mundo e aproximadamente mais de cinco milhões de unidades só nos Estados Unidos.

## Antecedentes
O Nirvana invadiu o cenário musical popular com sua estreia em uma grande gravadora, Nevermind, em 1991. Apesar das modestas vendas estimadas — a gravadora da banda, a DGC Records, previu que 50.000 cópias seriam vendidas — o Nevermind se tornou um enorme sucesso comercial, vendendo milhões de cópias e popularizando o movimento grunge de Seattle e o rock alternativo em geral. No entanto, todos os três membros do Nirvana — o vocalista e guitarrista Kurt Cobain, o baixista Krist Novoselic e o baterista Dave Grohl — mais tarde expressaram insatisfação com o som do álbum, citando sua produção como muito polida. No início de 1992, Cobain disse à Rolling Stone que ele tinha certeza de que o próximo álbum da banda iria mostrar "os dois extremos" do seu som, dizendo que "será mais cru com algumas canções e mais docemente pop em algumas outras. Não será tão unidimensional [quanto Nevermind]". Cobain queria começar a trabalhar no álbum durante o verão do 1992. Entretanto, a banda não pôde pois Cobain e seus companheiros viviam em cidades diferentes, e o vocalista e sua esposa, Courtney Love, estavam esperando o nascimento de sua filha, Frances Bean. A DGC esperava ter um novo álbum da banda pronto para um lançamento para o final de 1992; já que trabalhar nele prosseguia lentamente, a gravadora lançou a coletânea Incesticide em dezembro de 1992.

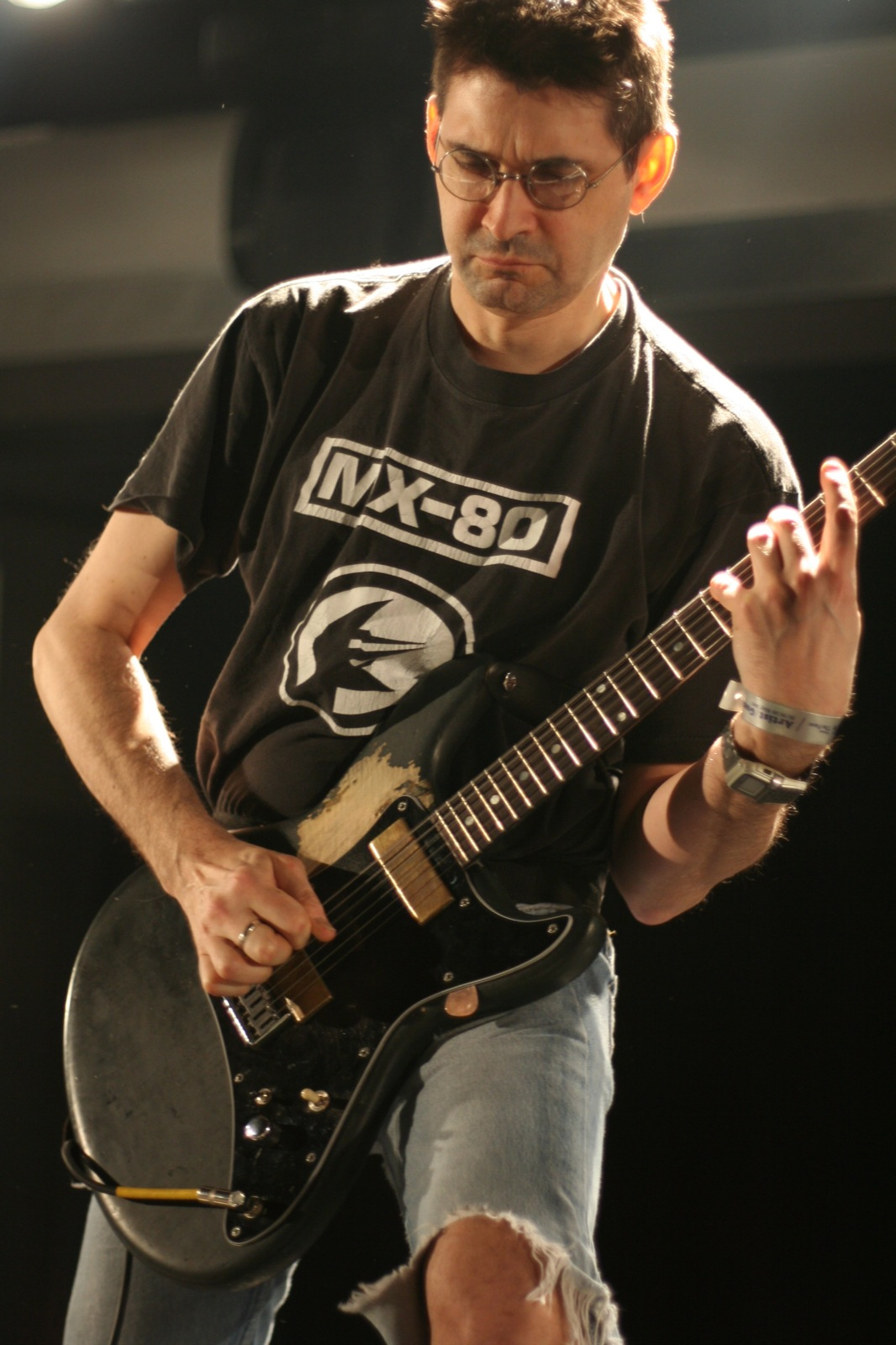
Steve Albini foi escolhido para produzir o álbum.

Em uma entrevista da Melody Maker publicada em julho de 1992, Cobain disse ao  jornalista inglês Everett True que ele estava interessado em gravar com Jack Endino (que produziu o álbum de estreia da banda Bleach, em 1989) e Steve Albini (ex-vocalista da banda de noise rock Big Black e produtor de vários lançamentos indie). Cobain disse que iria em seguida, escolher o melhor material das sessões para a inclusão no próximo álbum da banda. Em outubro de 1992, o Nirvana gravou várias canções (principalmente como instrumentais) durante uma sessão demo com Endino em Seattle; muitas dessas canções seriam depois regravadas para In Utero. Endino lembrou que a banda não pediu para ele produzir seu próximo álbum, mas observou que os membros da banda debatiam constantemente sobre trabalhar com Albini. O grupo gravou outras demos enquanto estavam em turnê no Brasil em janeiro de 1993. Uma das gravações dessa sessão, a longa faixa improvisada "Gallons of Rubbing Alcohol Flow Through the Strip", foi incluída como uma hidden track em cópias não-americanas de In Utero.
O Nirvana finalmente escolheu Albini para gravar o seu terceiro álbum. Albini tinha uma reputação como um principista e opinativo individual na cena da música independente americana. Embora tenham havido especulações de que a banda escolheu Albini para gravar o álbum devido às suas credenciais underground, Cobain disse à revista Request em 1993 que "queria trabalhar com ele porque ele produziu dois dos meus álbuns favoritos, que eram Surfer Rosa [do Pixies] e Pod [do The Breeders]." Inspirado por esses álbuns, Cobain queria utilizar a técnica de Albini de capturar o ambiente natural de um espaço através do uso e colocação de vários microfones, alguns produtores anteriores do Nirvana tinham se oposto a isso. Meses antes, a banda já tinha abordado Albini sobre a gravação e circulavam rumores de que ele estava previsto para gravar o álbum. Albini enviou um aviso à imprensa musical britânica negando envolvimento, reconhecendo apenas um telefonema do dirigente da banda poucos dias depois sobre o projeto. Embora considerasse o Nirvana como sendo um "R.E.M. com uma fuzzbox" e "uma versão normal do som de Seattle", Albini disse ao biógrafo do Nirvana, Michael Azerrad, que ele aceitou porque sentiu pena dos membros da banda, que ele considerava serem "o mesmo tipo de pessoas de todas as bandas pequenas com quem eu trabalho", à mercê de sua gravadora. Antes do início das sessões de gravação, a banda enviou a Albini uma fita das demos que tinha feito no Brasil. Albini, em troca, enviou a Cobain uma cópia do álbum de PJ Harvey, Rid of Me, para lhe dar uma ideia de como soava o estúdio onde eles gravariam.

## Gravação
Os membros do Nirvana e Albini decidiram impor um prazo de duas semanas para a gravação do álbum. Desconfiado de interferência por parte da DGC, Albini sugeriu aos membros da banda que pagassem as sessões com seu próprio dinheiro, no qual eles concordaram. Os custos do estúdio totalizaram US$ 24.000, enquanto que Albini levou uma uma comissão fixa de US$ 100.000 por seus serviços. Apesar das sugestões da empresa de gerenciamento do Nirvana, Gold Mountain, Albini se recusou a tirar pontos percentuais sobre o recorde de vendas, mesmo que ele estivesse a ganhar cerca de US$ 500.000 em direitos de autor. Embora seja uma prática comum entre os produtores na indústria musical, Albini se recusou porque ele considera isso imoral e "um insulto ao artista".

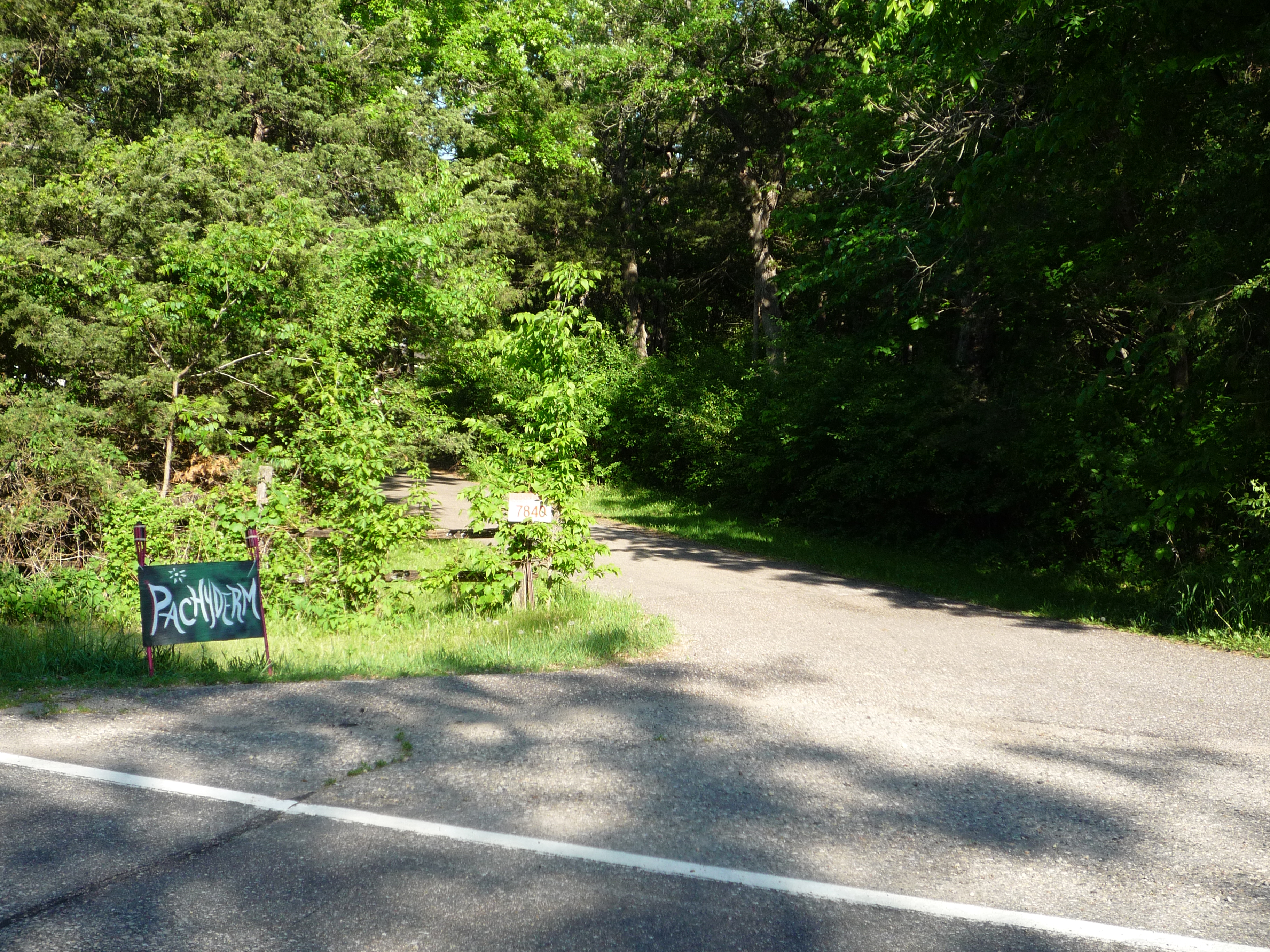
Entrada do Pachyderm Studio em Cannon Falls, Minnesota, onde a banda gravou as sessões do álbum.

Em fevereiro de 1993, o Nirvana viajou para o Pachyderm Studio em Cannon Falls, Minnesota, para gravar o álbum. Albini não conhecia os membros da banda até o primeiro dia de gravação, embora ele tivesse falado com eles previamente sobre o tipo de álbum que eles queriam fazer. Albini observou que: "eles queriam fazer precisamente o tipo de gravação que eu estava confortavelmente fazendo". O grupo ficou em uma casa localizada no terreno do estúdio durante as sessões de gravação. Novoselic comparou as condições de isolamento a um gulag; ele acrescentou: "Não havia neve lá fora, nós não poderíamos ir a qualquer lugar. Nós só trabalhamos." Para a maioria das sessões, as únicas pessoas presentes eram os membros da banda, Albini, e o técnico Bob Weston. A banda deixou claro a DGC e a Gold Mountain que não queriam qualquer intrusão durante a produção do álbum, indo tão longe como não tocando qualquer um dos trabalhos em andamento para a representante da sua gravadora, a A&R. Para evitar que os dirigentes do grupo e a gravadora interferissem, Albini instituiu uma política rigorosa de ignorar a todos, exceto os membros da banda; o produtor explicou que todos os associados com o grupo além dos próprios músicos eram "os maiores pedaços de merda que eu já conheci".
As sessões do álbum começaram devagar, mas acabaram ganhando impulso; a banda chegou ao Pachyderm Studio sem seus equipamentos, e passou grande parte dos primeiros três dias lá esperando eles chegarem pelo correio. No entanto, uma vez que a gravação começou, em 13 de fevereiro, o trabalho avançou rapidamente. Na maioria dos dias o grupo começava a trabalhar em torno do meio-dia, faziam pausas para o almoço e o jantar, e continuavam o trabalho até a meia-noite. Cobain, Novoselic e Grohl gravaram suas faixas básicas instrumentais juntos como uma banda. O grupo utilizou essa configuração em todas as canções, exceto para as composições mais rápidas, como "Very Ape" e "tourette's", onde a bateria foi gravada separadamente próxima a uma cozinha devido a sua reverb natural. Albini cercou o kit de bateria de Grohl com cerca de 30 microfones. Cobain adicionou faixas de guitarra adicionais para cerca da metade das canções, e então acrescentou solos de guitarra e, finalmente, os vocais. A banda não descartava as tomadas, e mantinha virtualmente tudo o que ela capturava na fita. Albini sentiu que era mais um engenheiro do que um produtor; apesar de suas opiniões pessoais, ele deixava a banda avaliar quais eram as tomadas aceitáveis. Ele disse: "De uma forma geral, [Cobain] ele sabe o que ele pensa que é aceitável e o que não é aceitável [...] Ele pode tomar medidas concretas para melhorar as coisas que ele não acha que são aceitáveis." Cobain teria gravado todas as suas faixas vocais em seis horas. A banda terminou de gravar em seis dias; Cobain tinha originalmente antecipado desentendimentos com Albini, de quem o vocalista ouviu que "supostamente era esse idiota sexista", mas chamou o processo de "a gravação mais fácil que já fizemos". A única perturbação que ocorreu durante as gravações teve lugar uma semana depois de começar as sessões, quando Courtney Love chegou ao estúdio porque tinha perdido Cobain. A banda, Love e Albini se recusaram a entrar em detalhes, mas a namorada de Weston — que trabalhava como cozinheira no estúdio — declarou que Love criou tensão por criticar o trabalho de Cobain e por entrar em confronto com todos os presentes.
O processo de mixagem do álbum foi concluído ao longo de cinco dias. Essa frequência era rápida para os padrões do Nirvana, mas não para Albini, que foi utilizado para mixar álbuns inteiros em um dia ou dois. Nas ocasiões em que o trabalho na mixagem de uma canção não estava produzindo os resultados desejados, a banda e Albini tiravam o resto do dia de folga para assistir a vídeos da natureza, botar fogo nas coisas, e fazer trotes telefônicos por diversão. As sessões foram concluídas em 26 de fevereiro.

## Música e letras
Albini procurou produzir um disco que em nada soasse como Nevermind. Ele sentiu que o som de Nevermind foi "um tipo de gravação padrão que foi transformado em um mix muito controlado, comprimido para as rádios [...] Isso não é, na minha opinião, muito lisonjeiro para uma banda de rock." Em vez disso, a intenção era capturar um som mais natural e visceral. Albini se recusou a usar a técnica doubletracking — técnica de gravação em que o vocalista canta de fundo sobre sua própria voz — com Cobain e em vez disso optou por gravar ele cantando sozinho em uma sala ressonante. O produtor observou a intensidade dos vocais do vocalista em algumas faixas; ele disse: "Há uma voz realmente seca, realmente forte no final de 'Milk It' [...] que também foi feita no final de 'Rape Me,' onde [Cobain] queria que o som dele gritando, apenas ultrapassasse toda a banda." Albini conseguiu um som disperso da bateria no álbum simplesmente colocando vários microfones em volta da sala, enquanto Dave Grohl tocava, aproveitando a reverberação natural do ambiente. Albini explicou: "Se você pegar um bom baterista e colocá-lo na frente de uma bateria que soa bem acusticamente e apenas gravá-lo, você fez o seu trabalho."
Azerrad afirmou em sua biografia de 1993, Come as You Are: The Story of Nirvana, que a música de In Utero mostra sensibilidades divergentes de abrasividade e de acessibilidade que refletiam as transformações experimentadas por Cobain antes da conclusão do álbum. Ele escreveu: "A beatlesca 'Dumb' coexiste pacificamente ao lado da frenética graffiti punk 'Milk It,' enquanto que 'All Apologies' é mundos de distância da apoplética 'Scentless Apprentice'. É como se ele [Cobain] desistisse de tentar fundir os seus instintos punk e pop em um todo harmonioso. Esqueça isso. Isso é guerra." Cobain acreditava, no entanto, que In Utero não era "mais pesado ou mais emocional"  que qualquer um dos álbuns anteriores do Nirvana. Novoselic concordou com os comentários de Azerrad de que a música do álbum se voltou mais em direção ao "lado artístico, agressivo" da banda; o baixista disse: "Sempre houve canções [do Nirvana] como 'About a Girl' e sempre houve canções como 'Paper Cuts'... Nevermind veio como um tipo de 'About a Girl' - e esse [álbum] veio mais como uma 'Paper Cuts'". Cobain citou a faixa "Milk It" como um exemplo da direção mais experimental e agressiva  para o que a música da banda tinha se movido nos meses antes das sessões no Pachyderm Studio. Novoselic viu os singles do álbum, "Heart-Shaped Box" e "All Apologies", como "portas" para o som mais abrasivo do resto do álbum, contando ao jornalista Jim DeRogatis que, uma vez que os ouvintes tocassem a gravação, eles iriam descobrir "esse som agressivo selvagem, um verdadeiro álbum alternativo".
Várias das canções de In Utero tinham sido escritas anos antes, algumas das quais datavam de 1990. Com faixas como "Frances Farmer Will Have Her Revenge on Seattle", Cobain favoreceu o uso de longos títulos nas canções, em reação às bandas de rock alternativo contemporâneas que utilizavam títulos de apenas uma palavra. Cobain continuou a trabalhar nas letras enquanto gravava no Pachyderm Studio. Não obstante, Cobain disse à Spin em 1993 que ao contrário de Bleach e Nevermind, as letras eram "mais focalizadas, elas foram quase construídas sobre os temas." Michael Azerrad afirmou que as letras eram menos impressionistas e mais diretas do que nas canções anteriores do Nirvana. Azerrad também observou que "praticamente cada canção contém alguma menção a enfermidades". Em várias canções, Cobain faz referência a livros que ele tinha lido. "Frances Farmer Will Have Her Revenge on Seattle" foi inspirada em Shadowland, uma biografia da atriz Frances Farmer,  de 1978, a quem Cobain ficou fascinado desde que leu o livro na escola. A canção "Scentless Apprentice" foi escrita sobre O Perfume, um romance de terror histórico sobre um aprendiz de perfumista nascido sem nenhum tipo de odor corporal, mas com um sentido altamente desenvolvido do olfato, e que tenta criar o "perfume definitivo" matando mulheres virgens e ficando com seu perfume.
Cobain declarou em uma entrevista de 1993 com a The Observer que "a maior parte [de In Utero] é muito impessoal". O compositor também disse à Q naquele ano que a abundância de imagens de bebês e de partos no álbum e sua paternidade recém-descoberta foram uma coincidência. No entanto, Azerrad argumentou que a maior parte do álbum contém temas pessoais, notando que Grohl teria uma visão semelhante. Grohl disse: "Muito do que ele tem a dizer está relacionado a um monte de merda que ele tem passado. E não tem mais aquela angústia adolescente. É algo totalmente diferente: é uma angústia de uma estrela do rock." Cobain minimizou os acontecimentos recentes ("Eu realmente não tenho tido uma vida tão emocionante") e contou a Azerrad que ele não queria escrever uma faixa que, explicitamente, expressasse sua indignação perante a mídia, mas o autor respondeu que "Rape Me" parecia lidar com essa questão. Embora Cobain tenha dito que a canção foi escrita muito antes dos seus problemas com o vício de drogas tornar-se público, ele concordou que a canção poderia ser interpretada desse ponto de vista. "Serve the Servants" contém comentários sobre a vida de Cobain, tanto como uma criança e como adulto. As linhas de abertura "Teenage angst has paid off well/Now I'm bored and old" ("Angústia adolescente pagou muito bem/Agora estou entediado e velho")  foram uma referência ao estado de espírito de Cobain no auge do sucesso do Nirvana. Cobain despertou o interesse da mídia em consideração aos efeitos em que o divórcio de seus pais teve em sua vida com o refrão "That legendary divorce is such a bore" ("O lendário divórcio é tão chato"), e abordando diretamente seu pai com as linhas "I tried hard to have a father/But instead I had a dad/I just want you to know that I don't hate you anymore/There is nothing I could say that I haven't thought before" ("Eu tentei muito ter um pai/Em vez disso tive um papai/Eu só quero que você saiba que eu Não te odeio mais/Não há nada que poderia dizer Que eu não disse antes"). Cobain disse que ele queria que seu pai soubesse que ele não o odiava, mas não tinha vontade de falar com ele.

## Embalagem e título
Cobain inicialmente queria que o nome do álbum fosse I Hate Myself and I Want to Die, uma frase que tinha se originado em seus diários em meados de 1992. Na época, o vocalista usou a frase como uma resposta sempre que alguém lhe perguntava como ele estava. Cobain disse que o título do álbum era uma brincadeira; ele declarou que estava "cansado de levar essa banda tão a sério e todo mundo levando ela tão a sério". Novoselic convenceu Cobain a alterar o título devido ao medo de que isso poderia resultar em uma ação judicial. A banda então considerou usar Verse Chorus Verse — um título retirado de sua canção "Verse Chorus Verse", e um título anterior de "Sappy" — antes de eventualmente resolver colocar In Utero. O último título foi tirado de um poema escrito por Courtney Love.
O diretor de arte de In Utero foi Robert Fisher, que desenhou todos os lançamentos do Nirvana na DGC. A maioria das ideias para a arte do álbum e dos singles relacionados vieram de Cobain. Fisher lembrou que "[Cobain] só me daria algumas orientações e conclusões e falava: 'Faça alguma coisa com isso.'" A capa do álbum é uma imagem de uma manequim transparente anatômica, com asas de anjo sobrepostas. Cobain criou a colagem na capa traseira, que ele descreveu como "Sexo e mulher e In Utero e vaginas e nascimento e morte", que consiste em modelos de fetos e partes do corpo deitadas em uma cama de orquídeas e lírios. A colagem tinha sido criada no chão da sala de estar de Cobain e foi fotografada por Charles Peterson. A lista de faixas do álbum e os símbolos reilustrados de The Woman's Dictionary of Symbols and Sacred Objects de Barbara G. Walker foram depois posicionados ao redor da borda da colagem.

## Controvérsia da produção e remixagem
Depois que as sessões de gravação foram concluídas, o Nirvana enviou fitas não masterizadas do álbum para várias pessoas, incluindo o presidente da gravadora Geffen Records, Ed Rosenblatt,  e para a companhia de administração da banda, a Gold Mountain. Quando questionado sobre o retorno que recebeu, Cobain disse a Michael Azerrad que "Os adultos não gostam disso." Ele disse que foi informado que sua composição "não estava a par", o som estava "inaudível", e que havia uma incerteza de que as rádios comerciais gostariam de receber o som da produção de Albini. Havia poucas pessoas na Geffen ou na Gold Mountain que queriam que a banda gravasse com Albini, e Cobain sentia que ele estava recebendo uma mensagem não declarada para parar as sessões de gravação e começar tudo outra vez. Cobain ficou chateado e disse a Azerrad que: "eu deveria regravar esse álbum e fazer a mesma coisa que fizemos no ano passado, porque nós vendemos no ano passado — não há nenhuma razão para tentar redimir-se como artistas nesse momento. Eu não posso ajudar a mim mesmo — estou apenas colocando para fora um álbum que eu gostaria de ouvir em casa." No entanto, vários amigos do grupo gostaram do álbum, e entre abril de 1993, o Nirvana tinha a intenção de lançar In Utero como ele estava. De acordo com Cobain: "Claro, eles querem outro Nevermind, mas eu prefiro morrer do que fazer outro novamente. Este é exatamente o tipo de álbum que eu iria comprar como um fã, que eu iria apreciá-lo tendo-o."
Os membros da banda começaram a ter dúvidas sobre o som do álbum. Durante esse tempo Cobain admitiu: "A primeira vez que eu o escutei em casa, eu sabia que havia algo errado. A primeira semana inteira eu não estava realmente interessado em ouvi-lo totalmente, o que normalmente não acontece. Não me produzia nenhuma emoção, eu estava entorpecido." O grupo concluiu que o baixo e as letras eram inaudíveis e abordaram Albini para remixar o álbum. O produtor se recusou; como lembrou: "[Cobain] ele queria fazer um álbum que ele poderia bater na mesa e dizer: 'Olha, eu sei que isso é bom, e eu sei que as suas preocupações sobre ele são inúteis, então vá com ele.' E eu não acho que ele sentiu que ele tinha isso ainda [...] Meu problema era que eu temia um declive escorregadio." A banda tentou corrigir o que lhe preocupava com o álbum durante o processo de masterização com Bob Ludwig no seu estúdio em Portland, Maine. Novoselic ficou satisfeito com os resultados, mas Cobain ainda não sentia que o som estava perfeito.
Logo depois, em abril 1993, Albini comentou no Chicago Tribune que ele duvidava que a Geffen lançaria o álbum completo. Albini comentou anos depois que de certa maneira, ele sentiu que falou sobre a situação "de uma posição ignorante, porque eu não estava lá quando a banda estava tendo as suas discussões com a gravadora. Tudo o que sei é [...] fizemos um álbum, todo mundo estava feliz com ele. Poucas semanas depois, eu ouvi que ele não era lançável e tudo tinha que ser refeito". Embora os comentários de Albini no artigo não provocassem resposta imediata do grupo ou de sua gravadora, a Newsweek publicou um artigo semelhante logo depois de recebido. O Nirvana negou que houvesse qualquer pressão de sua gravadora para mudar o som do álbum, enviando uma carta para a Newsweek, que dizia que o autor do artigo "ridicularizou nosso relacionamento com a nossa gravadora baseando-se em uma informação totalmente errônea"; a banda também reimprimiu a carta em um anúncio de página inteira na Billboard. Rosenblatt insistiu em um comunicado que a Geffen iria lançar alguma coisa que o banda fizesse, e o fundador da gravadora, David Geffen, fez a jogada inusitada de chamar pessoalmente a Newsweek para reclamar do artigo.
O Nirvana queria fazer um trabalho adicional sobre as faixas gravadas, e considerou trabalhar com o produtor Scott Litt e remixar algumas faixas com Andy Wallace (que havia mixado Nevermind). Albini discordou veementemente, e alegou que ele tinha um acordo com a banda de que ela não modificaria as faixas sem a sua participação. Albini inicialmente se recusou a dar as fitas mestre do álbum a Gold Mountain, mas cedeu após um telefonema de Novoselic. A banda decidiu não trabalhar com Wallace e escolheu remixar e ampliar as canções "Heart-Shaped Box" e "All Apologies" com Litt no Bad Animals Studio em Seattle, em maio de 1993. Uma canção, "I Hate Myself and Want to Die", foi omitida da lista de faixas final porque Cobain sentiu que já havia muitas canções "barulhentas" no álbum. O resto do álbum ficou inalterado com exceção de uma remasterização que aguçou o som do baixo e aumentou o volume dos vocais por aproximadamente três decibeis. Albini se mostrou crítico com a mixagem final do álbum e disse: "O resultado final, o álbum nas lojas não soa tanto assim como o álbum que foi feito. Apesar de serem eles cantando e tocando suas canções, a qualidade musical ainda é aparente."

## Lançamento e recepção
| Críticas profissionais | Críticas profissionais |
| Avaliações da crítica  | Avaliações da crítica  |
| Fonte                  | Avaliação              |
| ---------------------- | ---------------------- |
| AllMusic               | [ 64 ]                 |
| Entertainment Weekly   | (B+)                   |
| NME                    | [ 66 ]                 |
| Robert Christgau       | (A)                    |
| Rolling Stone          | [ 68 ]                 |
| Time                   | (favorável)            |

A DGC Records fez uma abordagem discreta para a promoção In Utero; o responsável da empresa de marketing disse a Billboard antes do lançamento do álbum que a gravadora estava realizando uma estratégia de promoção semelhante a de Nevermind, e explicou que a gravadora iria "organizar as coisas e sair do caminho". A gravadora destinou a sua promoção em mercados alternativos e de imprensa, e lançou o álbum em vinil como parte dessa estratégia. Ao contrário do álbum anterior, a gravadora não lançou comercialmente qualquer single de In Utero nos Estados Unidos. A DGC enviou cópias promocionais do primeiro single do álbum, "Heart-Shaped Box", para as estações de rádio universitárias, de modern rock e de album-oriented rock americanas no começo de setembro, mas a gravadora decidiu não visar como objetivo entrar nas estações do Top 40. Apesar da promoção da gravadora, a banda estava convencida de que In Utero não seria tão bem sucedido como Nevermind. Cobain disse a Jim DeRogatis: "Estamos certos de que não vamos vender muito, mas estamos totalmente à vontade com isso, porque nós gostamos muito desse álbum."
In Utero foi lançado em 14 de setembro nos Estados Unidos; ele foi inicialmente disponível apenas em formatos de vinil e fitas cassete, com o vinil americano se limitando a 25.000 cópias. No Reino Unido, entretanto, o LP foi lançado um dia antes, com a versão em CD sendo lançada no dia 14 de setembro. A edição internacional não apareceu até 21 de setembro. In Utero estreou no 1º lugar na parada de álbuns da Billboard 200, vendendo 180.000 cópias na sua primeira semana de lançamento. Entretanto, lojas da rede de varejo como o Wal-Mart e o Kmart, se recusaram a vender o álbum. De acordo com o The New York Times, o Wal-Mart alegou que não comercializou o álbum pela falta de demanda do público, enquanto os representantes do Kmart explicaram que o álbum "não se encaixava na nossa linha de produtos". Na verdade, ambas as redes temiam que os clientes poderiam ficar ofendidos com a capa traseira do álbum. A DGC emitiu uma nova versão do álbum com embalagens reformuladas para as lojas em março de 1994. Essa versão incluía a capa do álbum editada e listava o nome da canção "Rape Me" como "Waif Me". Um porta-voz do Nirvana explicou que a banda decidiu editar a embalagem porque, quando garotos, Cobain e Novoselic só podiam comprar música nessas duas redes de lojas; como resultado, eles "realmente queriam que a sua música estivesse disponível para os garotos que não têm a oportunidade de ir às lojas locais".
In Utero recebeu aclamação dos críticos, embora algumas das análises fossem mistas. Christopher John Farley da Time, escreveu em sua análise do álbum que: "Apesar do receio de alguns fãs de música alternativa, o Nirvana não se voltou para o mainstream, embora esse novo álbum potente possa novamente forçar o mainstream a vir para o Nirvana." O crítico da Rolling Stone, David Fricke, deu ao álbum quatro e meio de cinco estrelas e escreveu: "In Utero é um monte de coisas – brilhante, corrosivo, enfurecido e pensativo, a maioria delas de uma vez só. Mas mais do que qualquer coisa , é um triunfo da vontade." O crítico da Entertainment Weekly, David Browne, (que deu ao álbum uma nota B+) comentou que: "Kurt Cobain o odeia todo", e observou que o álbum está cheio desse sentimento. Browne argumentou: "A música é muitas vezes fascinante, 'rock & roll' catártico, mas é 'rock & roll' sem libertação, porque a banda é desconfiada dos clichés do rock 'old-school' que um lançamento assim evocaría." A NME deu ao álbum uma nota oito de dez. No entanto, o crítico John Mulvey teve dúvidas sobre o álbum; ele concluiu: "Como um documento de uma mente em um processo de mudança — apagado, insatisfeito, incapaz de chegar a um acordo com a sanidade — Kurt [Cobain] deveria estar orgulhoso dele [do álbum]. Como uma continuação de um dos melhores álbuns dos últimos dez anos, ele ainda não chegou lá." Ben Thompson do The Independent comentou que, apesar das canções mais abrasivas do álbum, "In Utero é mais frequentemente belo do que feio", e acrescentou: "o Nirvana deixou de fazer, sabiamente, o inaudível pesadelo punk-rock com que nos ameaçava." Em seu guia do consumidor para o The Village Voice, o crítico Robert Christgau deu a In Utero uma nota A, indicando como "um álbum que raramente decai para mais do que duas ou três faixas. Nem todo ouvinte vai sentir o que ele está tentando fazer, mas qualquer um com orelhas vai concordar que ele está fazendo isso". Muitos críticos classificaram In Utero como um dos melhores lançamentos do ano. Foi colocado na primeira e segunda posição nas categorias de álbuns depois de pesquisas de fim de ano da Rolling Stone e dos críticos da Village Voice, Pazz & Jop, respectivamente. Além disso, o The New York Times o incluiu na sua lista dos dez álbuns mais vendidos do ano. O álbum foi nomeado na categoria "Melhor Álbum de Música Alternativa" no Grammy Awards de 1994.
Naquele mês de outubro, o Nirvana embarcou em sua primeira turnê americana em dois anos para promover o álbum. Um segundo single, um split que continha "All Apologies" e "Rape Me", foi lançado em dezembro no Reino Unido. A banda começou uma parte da turnê de seis semanas na Europa em fevereiro de 1994, mas foi cancelada após Cobain sofrer uma overdose em Roma, no dia 4 de março. Cobain concorda em entrar para a reabilitação, mas o vocalista desaparece logo em seguida, e em 8 de abril, ele é encontrado morto em sua casa em Seattle como resultado de um  suicídio por um tiro de espingarda. O lançamento previsto do terceiro single de In Utero, "Pennyroyal Tea", foi cancelado como consequência da morte de Cobain e o Nirvana subsequentemente se desfez; cópias promocionais limitadas foram lançadas na Grã-Bretanha. Três dias depois do corpo de Cobain ser encontrado, In Utero voltou para as paradas da Billboard, do número 72 para o número 27.

## Reconhecimentos
Nos anos seguintes, In Utero continuou a se apresentar bem comercialmente e a reunir elogios da crítica. Em um artigo da Guitar World de 2003 que comemorava o décimo aniversário do lançamento do álbum, o biógrafo de Cobain, Charles R. Cross, argumentou que In Utero foi "um álbum bem melhor [do que Nevermind] e que apenas 10 anos depois, parece ser um influente propagador de sementes, a julgar pelas bandas atuais. Se é possível para um álbum que vendeu quatro milhões de exemplares ser ignorado ou desvalorizado, então In Utero é essa pérola perdida." Nesse mesmo ano, a Pitchfork Media colocou In Utero no número 13 na sua lista dos "100 Melhores Álbuns da Década de 1990", e a Rolling Stone o ranqueou no número 439 na sua lista dos "500 Maiores Álbuns de Todos os Tempos". Em 2002, a Blender o ranqueou no número 94 na lista dos "100 Maiores Álbuns Americanos de Todos os Tempos", enquanto que em 2005, a Spin o colocou no número 51 na sua retrospectiva dos "100 Maiores Álbuns de 1985-2005".

### Lista de alguns reconhecimentos
A informação relativa aos reconhecimentos atribuídos a In Utero está adaptada do Acclaimed Music.
| Ano  | País                 | Publicação      | Reconhecimento                                       | Pos. | Ref.    |
| 1995 | Estados Unidos       | Spin            | "100 Álbuns Alternativos"                            | 92   | [ 95 ]  |
| 1996 | Suécia               | Start!          | "Os 25 Melhores Álbuns da Década de 90"              | 13   | [ 96 ]  |
| 1998 | Reino Unido          | Kerrang!        | "100 Álbuns que Você Precisa Ouvir Antes de Morrer"  | 1    | [ 97 ]  |
| 1999 | Estados Unidos       | Pause & Play    | "Os 100 Melhores Álbuns Essenciais da Década de 90"  | 11   | [ 98 ]  |
| 1999 | Reino Unido          | Q               | "90 Álbuns da Década de 90"                          | —    | [ 99 ]  |
| 1999 | Austrália            | Juice           | "Os 100 (+34) Maiores Álbuns da Década de 90"        | 16   | [ 100 ] |
| 2000 | México               | Pure Pop        | "Os 50 Melhores Álbuns da Década de 90"              | 3    | [ 101 ] |
| 2002 | Estados Unidos       | Blender         | "100 Maiores Álbuns Americanos de Todos os Tempos"   | 94   | [ 92 ]  |
| 2003 | Estados Unidos       | Pitchfork Media | "100 Melhores Álbuns da Década de 1990"              | 13   | [ 90 ]  |
| 2003 | Estados Unidos       | Rolling Stone   | "500 Maiores Álbuns de Todos os Tempos"              | 439  | [ 91 ]  |
| 2004 | Nova Zelândia        | The Movement    | "Os 101 Melhores Álbuns da Década de 90"             | 2    | [ 102 ] |
| 2005 | Estados Unidos       | Spin            | "100 Maiores Álbuns de 1985-2005"                    | 51   | [ 93 ]  |
| 2005 | Estados Unidos       | Robert Dimery   | "1001 Álbuns que Você Precisa Ouvir Antes de Morrer" | —    | [ 103 ] |
| 2006 | República da Irlanda | Hot Press       | "Os 100 Melhores Álbuns de Sempre"                   | 31   | [ 104 ] |

### Reconhecimentos como álbum do ano
O álbum entrou em diversas listas de fim de ano como as do LA Times, da Rolling Stone, da Spin, do Village Voice, da Q, e entre muitas outras. Algumas dessas listas estão destacadas na tabela abaixo:
| País           | Publicação            | Pos. |
| Bélgica        | HUMO                  | 4    |
| Reino Unido    | Kerrang!              | 7    |
| Estados Unidos | LA Times              | 1    |
| Reino Unido    | Melody Maker          | 26   |
| Alemanha       | 'Musik Express/Sounds | 18   |
| Países Baixos  | OOR Moordlijst        | 5    |
| México         | Pure Pop              | 1    |
| Reino Unido    | Q                     | —    |
| França         | Rocksound             | 9    |
| Estados Unidos | Rolling Stone         | 1    |
| Estados Unidos | Spin                  | 3    |
| Estados Unidos | Village Voice         | 2    |

## Desempenho
In Utero foi certificado cinco vezes platina pela Recording Industry Association of America, e vendeu um total de quatro milhões de cópias nos Estados Unidos, segundo a Nielsen SoundScan. O álbum foi certificado ouro pela Media Control Charts, pela British Phonographic Industry e pela Associação Brasileira de Produtores de Discos, platina pelo Syndicat National de l'Édition Phonographique, e seis vezes platina pela Music Canada, vendendo mais de dez milhões de cópias em todo o mundo. Ficou em primeiro lugar nas paradas Billboard 200 dos Estados Unidos, Sverigetopplistan da Suécia, e UK Albums Chart do Reino Unido.

### Paradas de vendas (álbum)
| País           | Parada (1993)         | Melhor Posição | Ref.    |
| -------------- | --------------------- | -------------- | ------- |
| Alemanha       | Media Control Charts  | 14             | [ 112 ] |
| Austrália      | ARIA Charts           | 2              | [ 113 ] |
| Áustria        | Austrian Albums Chart | 8              | [ 114 ] |
| Canadá         | RPM 100 Albums        | 3              | [ 115 ] |
| Estados Unidos | Billboard 200         | 1              | [ 74 ]  |
| Hungria        | Mahasz                | 40             | [ 116 ] |
| Noruega        | VG-lista              | 7              | [ 117 ] |
| Nova Zelândia  | RIANZ                 | 3              | [ 118 ] |
| Países Baixos  | Mega Album Top 100    | 4              | [ 119 ] |
| Reino Unido    | UK Albums Chart       | 1              | [ 111 ] |
| Suécia         | Sverigetopplistan     | 1              | [ 110 ] |
| Suíça          | Swiss Music Charts    | 16             | [ 120 ] |

| País    | Parada (1995)      | Melhor Posição | Ref.    |
| ------- | ------------------ | -------------- | ------- |
| Bélgica | Ultratop (Valônia) | 47             | [ 121 ] |

### Paradas de vendas (singles)
| Ano                                                | Single                  | Melhor Posição | Melhor Posição | Melhor Posição | Melhor Posição | Melhor Posição | Melhor Posição | Melhor Posição | Melhor Posição | Melhor Posição | Melhor Posição | Melhor Posição |
| Ano                                                | Single                  | EUA Main       | EUA Mod        | AUS            | FRA            | IRL            | PB             | NZL            | SUE            | RU             |                |                |
| -------------------------------------------------- | ----------------------- | -------------- | -------------- | -------------- | -------------- | -------------- | -------------- | -------------- | -------------- | -------------- | -------------- | -------------- |
| 1993                                               | "Heart-Shaped Box"      | 4              | 1              | 21             | 37             | 6              | 36             | 9              | 16             | 5              |                |                |
| 1993                                               | "All Apologies/Rape Me" | 4              | 1              | —              | 20             | 20             | —              | 32             | —              | 32             |                |                |
| "—" denota lançamentos que não entraram na parada. |                         |                |                |                |                |                |                |                |                |                |                |                |

### Certificações
| País           | Associação   | Certificação | Ref.    |
| -------------- | ------------ | ------------ | ------- |
| Alemanha       | MCC          | Ouro         | [ 105 ] |
| Reino Unido    | BPI          | Ouro         | [ 106 ] |
| Brasil         | ABPD         | Ouro         | [ 107 ] |
| França         | SNEP         | Platina      | [ 108 ] |
| Estados Unidos | RIAA         | 5× Platina   | [ 1 ]   |
| Canadá         | Music Canada | 6× Platina   | [ 109 ] |

## Faixas
O álbum é composto por 12 faixas em sua versão americana. As outras versões não-americanas do álbum apresentam uma longa faixa bônus improvisada de aproximadamente sete minutos e meio. Todas as canções foram compostas por Kurt Cobain, e "Scentless Apprentice" foi composta juntamente com Dave Grohl e Krist Novoselic. A canção Gallons of Rubbing Alcohol Flow Through the Strip é creditada como autoria de Nirvana.
| N.º | Título                                              | Compositor(es)                           | Duração |  |
| 1.  | "Serve the Servants"                                | Kurt Cobain                              | 3:36    |  |
| 2.  | "Scentless Apprentice"                              | Kurt Cobain, Dave Grohl, Krist Novoselic | 3:47    |  |
| 3.  | "Heart-Shaped Box"                                  | Kurt Cobain                              | 4:41    |  |
| 4.  | "Rape Me"                                           | Kurt Cobain                              | 2:49    |  |
| 5.  | "Frances Farmer Will Have Her Revenge on Seattle"   | Kurt Cobain                              | 4:09    |  |
| 6.  | "Dumb"                                              | Kurt Cobain                              | 2:32    |  |
| 7.  | "Very Ape"                                          | Kurt Cobain                              | 1:55    |  |
| 8.  | "Milk It"                                           | Kurt Cobain                              | 3:54    |  |
| 9.  | "Pennyroyal Tea"                                    | Kurt Cobain                              | 3:37    |  |
| 10. | "Radio Friendly Unit Shifter"                       | Kurt Cobain                              | 4:51    |  |
| 11. | "tourette's"                                        | Kurt Cobain                              | 1:35    |  |
| 12. | "All Apologies"                                     | Kurt Cobain                              | 3:50    |  |
| 13. | "Gallons of Rubbing Alcohol Flow Through the Strip" | Kurt Cobain, Dave Grohl, Krist Novoselic | 7:33    |  |

## Créditos
Doze profissionais, além da banda, trabalharam em In Utero, nas funções de celista, mixador, fotógrafos, auxiliares, entre outros:

### Nirvana
- Kurt Cobain – vocais, guitarra, desenho, direção de arte, fotografia
- Krist Novoselic – baixo
- Dave Grohl – bateria
- Steve Albini – guitarra de apoio em "Radio Friendly Unit Shifter"

### Produção
| - Steve Albini – engenheiro, produtor - Robert Fisher – desenho, direção de arte, fotografia - Alex Grey – ilustrações - Adam Kasper – engenheiro assistente - Michael Lavine – fotografia - Scott Litt – mixagem | - Bob Ludwig – masterização - Karen Mason – fotografia - Charles Peterson – fotografia - Kera Schaley – violoncelo - Neil Wallace – fotografia - Bob Weston – técnico |